# Voie nouvelle de la vallée de la Mauldre
La voie nouvelle de la vallée de la Mauldre (VNVM) est un projet de voie routière nouvelle dans le centre du département des Yvelines en France.

## Historique
Ce projet, datant des années 1970, est apparu officiellement au Schéma directeur d'aménagement et d'urbanisme de la région Île-de-France (SDAURIF) de 1976 sous le nom d'Autoroute A88.
L'autoroute A88 devait permettre de relier Cergy-Pontoise au val de Seine (autoroute A13), aux routes nationales RN12  et RN10, puis à l'autoroute A10, constituant ainsi une grande rocade autoroutière ouest de l'Île-de-France. Ce projet devait être abandonné en 1983.
Il réapparaît au Schéma directeur de la région Île-de-France (SDRIF) de 1994 sous le nom de « voie nouvelle de la vallée de la Mauldre », ou VNVM, devant être réalisé en deux phases :
- phase 1 : entre l'autoroute A13, au niveau d'Épône, et la RN 12, entre Méré et Jouars-Pontchartrain ;
- phase 2 : entre la RN12 et la RN10.

En 2005, il n'était toujours pas réalisé. En septembre 2005, la VNVM était relancée par le Conseil général des Yvelines. 

## Un projet contesté
Le Conseil général des Yvelines justifie la réalisation de ce projet comme :
- la réponse aux nuisances rencontrées par les riverains de la RD 191 qui subissent un trafic d'environ 10 000 véhicules par jour, dont de nombreux poids lourds traversant le centre des bourgs (Nézel, Maule, Beynes) ;
- une liaison indispensable entre le territoire de l'opération d'intérêt national Seine-Aval et Saint-Quentin-en-Yvelines - Saclay.

Les opposants au projet soulignent que :
- en mai 2006, le préfet de la région Île-de-France décrivait la VNVM comme un maillon de la « quatrième rocade ouest de l'Île-de-France », devant relier toutes les radiales situées à l'ouest de l'Île-de-France (A15, A13, RN12, A12 prolongée, A10 et A11) contrairement aux dires du président du Conseil général des Yvelines ;
- la réalisation d'une voie express à 2x2 voies, pouvant supporter un trafic de plus de 40 000 véhicules par jour, est surdimensionnée au regard du besoin annoncé, à savoir dévier un trafic de quelques milliers de véhicules par jour sur la route départementale 191, et que la réalisation de déviations locales, comme le préconise le projet de SDRIF voté le 15 février 2007, apparaît comme une réponse appropriée ;
- un tel projet risque d'être un « aspirateur » à véhicules, drainant un trafic de poids lourds, d'une part entre le nord de l'Europe et l'Espagne, d'autre part entre la Normandie (port du Havre) et le centre de la France.

Par ailleurs, à l'heure où la réduction des gaz à effet de serre (GES) devient une impérieuse nécessité, la réalisation de nouvelles infrastructures autoroutières apparaît pour les écologistes comme un non-sens idéologique.
Selon ces opposants, la réalisation de la VNVM va à l'encontre des projets d'axes ferroviaires affectés au fret : 
- l'autoroute ferroviaire Nord de la France - Irun (Espagne),
- les contournements ferrés Nord et Sud de l'Île-de-France desservant le port du Havre.